# فرشته زخمی
فرشته زخمی (به فنلاندی: Haavoittunut enkeli) (۱۹۰۳)، یکی از معروف‌ترین آثار هوگو سیمبرگ نقاش فنلاندی سبک نمادگرایی است و در سال ۲۰۰۶ طی نظرسنجی موزه هنری آتنیوم به عنوان نقاشی ملی فنلاند انتخاب شد.
فرشته زخمی همچون دیگر آثار سیمبرگ فضایی سودازده دارد: فرشته‌ای با چشم‌های بسته و بال خونین و دو کودک با لباس‌های تیره‌رنگ که فرشته را حمل می‌کنند. سیمبرگ خود درباره مفهوم نقاشی‌اش توضیحی نداد و ترجیح می‌داد بیننده خود آن را تفسیر کند. تفسیرهای گوناگونی برای این نقاشی مطرح شده‌است. از جمله اینکه فرشته نمادی از خود سیمبرگ است و عده‌ای نیز آن را نمادی از فنلاند در دوران سلطه روسیه بر آن می‌دانند.